# اسبول (آتیراو)
اسبول (قزاقی: Есбол) یک منطقه مسکونی در قزاقستان است که در استان آتیرائو واقع شده‌است.